# Quirra

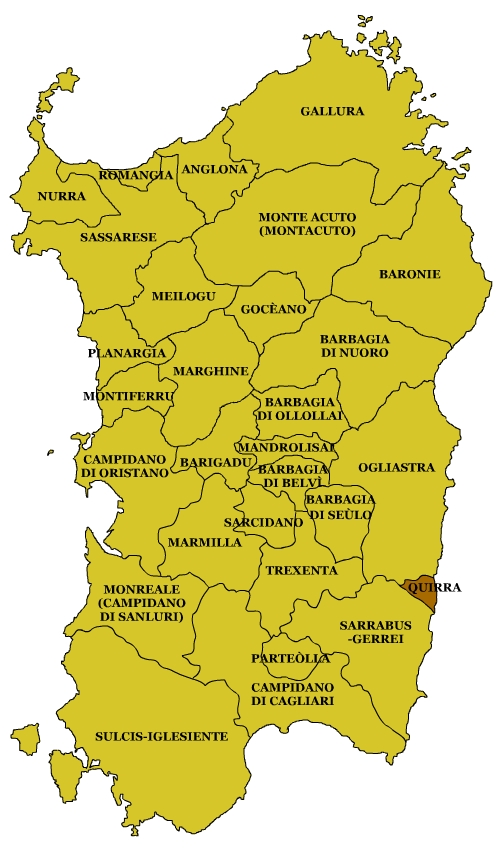
Die alte Region Quirra

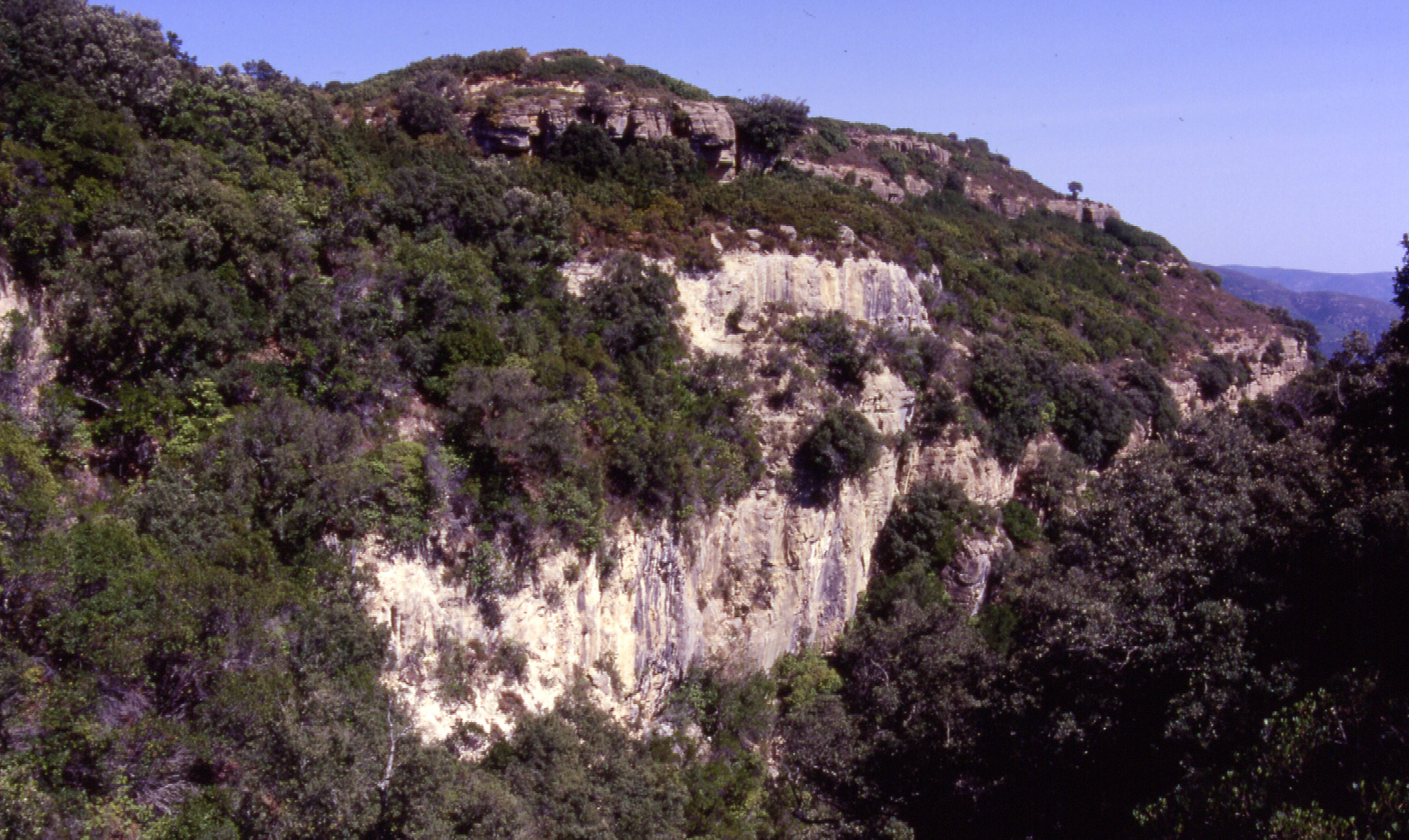
Schlucht von Strumpu Costedda, Quirra

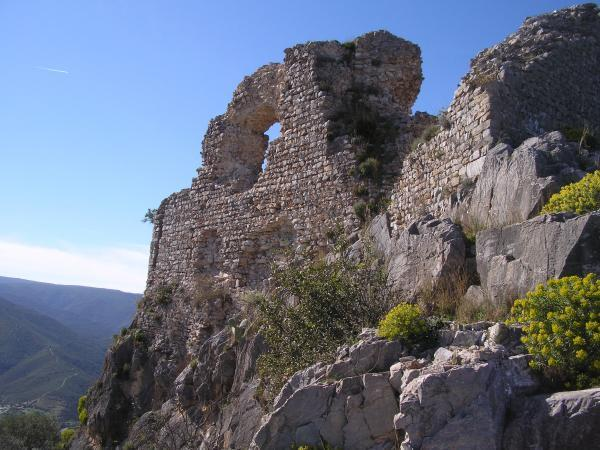
Die südöstlichen Ruinen des Castello di Quirra, dessen Burgberg dominierend in der Landschaft der Quirra liegt.

Quirra (zum Teil auch Salto di Quirra, auf Sardisch: Chìrra, Sartu de Chìrra) ist der Name eines Gebietes an der Ostküste Sardiniens. Das Gebiet bildet eine der historischen Landschaften, in die Sardinien traditionell unterteilt wird. Diese bilden heute keine Gebietskörperschaften mehr.
Quirra ist auch der Name eines Ortsteils der Gemeinde Villaputzu, die Anteil am Quirra-Gebiet hat.

## Lage
Quirra liegt in etwa auf halbem Weg zwischen Cagliari und Tortolì an der Grenze der Metropolitanstadt Cagliari (CA) und Provinz Ogliastra (OG). Das Gebiet ist unter anderem über die Staatsstraße 125 zu erreichen.
Anteil an Quirra haben die heutigen Gemeinden Arzana (OG), Jerzu (OG), Lanusei (OG), Loceri (OG), Osini (OG), Perdasdefogu (OG), Tertenia (OG), Ulassai (OG) und Villaputzu (CA), in einigen Fällen jedoch nur durch Exklaven. Ein Teil des Gebietes wird vom rund 40 km langen Torrente Quirra durchquert, der vom Quellgebiet bei Jerzu im Quirra-Tal größtenteils parallel zur SS 125 in Nord-Süd-Richtung verläuft und dann bei der Ortschaft Quirra ins Mittelmeer mündet.

## Nutzung als militärisches Sperrgebiet
Seit 1956 ist ein Großteil des Gebietes militärisches Sperrgebiet. In Perdasdefogu befindet sich die Kommandantur des Poligono sperimentale e di addestramento interforze Salto di Quirra (PISQ) („Erprobungs- und Übungsplatz der Streitkräfte Salto di Quirra“). Das PISQ untergliedert sich in einen Truppenübungsplatz auf der Hochebene des Salto di Quirra im Landesinneren und in den Raketenstartplatz Capo San Lorenzo an der Küste.
Im Umkreis des Sperrgebietes besteht ein erhöhtes Risiko für Krebs und Missbildungen, das „Quirra-Syndrom“. Der Zusammenhang der Erkrankungen mit der kontaminierten Militäranlage wird derzeit juristisch untersucht.

## Geschichte
Im frühen Mittelalter gehörte das Gebiet zum Judikat Cagliari. Nachdem Sardinien von der Krone Aragon in Besitz genommen worden war, bildete Alfons IV. 1327 die Grafschaft (später Marchesato) Quirra, die in folgende Lehen unterteilt wurde: Encontrada de Sarrubus, Baronía de San Miguel, Baronía de Monreal, Encontrada de Marmila und Ollastre. Die (Mark-)Grafen residierten im Castello di Quirra, dessen Ruine sich auf dem Gebiet der Gemeinde Villapùtzu befindet (⊙).